# Subîncrengătură
Subîncrengătura (subfilum) este o unitate taxonomică și reprezintă o subdiviziune a unei încrengături.
- Denumirea latină a taxonilor în rang de subîncrengătura se termină prin sufixul -phytina pentru regnul vegetal (plante și alge) (de exemplu Magnoliophytina).
- Denumirea latină a taxonilor în rang de subîncrengătura se termină prin sufixul -mycotina pentru regnul fungilor  (ciuperci) (de exemplu Pezizomycotina).
- Pentru regnul animal nu există o convenție precisă a denumirii latine (de exemplu Crustacea, Uniramia, Vertebrata).